# Veľké Borové (meteoryt)
Veľké Borové (inne nazwy: Liptov, Nagy-Borové) – meteoryt kamienny należący do chondrytów oliwinowo-hiperstenowych LL, spadły 9 maja 1895 roku w okolicach słowackiej wsi Wielkie Borowe, na północny zachód od miasta Liptowski Mikułasz. Meteoryt spadł w postaci pojedynczej bryły kamiennej o masie 5,9 kg. Obecnie największy fragment meteorytu Veľké Borové o masie 5880 g przechowywany jest w Muzeum Narodowym w Budapeszcie. Jedyne szersze opracowanie na jego temat sporządził A. Brezina w 1896 roku.